# Diocesi di Armenia
La diocesi di Armenia (in latino: Dioecesis Armeniensis) è una sede della Chiesa cattolica in Colombia suffraganea dell'arcidiocesi di Manizales. Nel 2022 contava 473.000 battezzati su 562.117 abitanti. È retta dal vescovo Carlos Arturo Quintero Gómez.

## Territorio
La diocesi comprende l'intero dipartimento colombiano di Quindío, nella parte centro-occidentale del Paese, per un totale di 12 comuni: Armenia, Buenavista, Calarcá, Circasia, Córdoba, Filandia, Génova, La Tebaida, Montenegro, Pijao, Quimbaya e Salento.
Sede vescovile è la città di Armenia, dove si trova la cattedrale dell'Immacolata Concezione di Maria Vergine.
Il territorio si estende su 1.845 km² ed è suddiviso in 46 parrocchie, raggruppate in 6 vicariati.

## Storia
La diocesi è stata eretta il 17 dicembre 1952 con la bolla Leguntur saepissime di papa Pio XII, ricavandone il territorio dalla prefettura apostolica di Chocó e dalla diocesi di Manizales (oggi arcidiocesi).
Originariamente suffraganea dell'arcidiocesi di Medellín, il 10 maggio 1954 è entrata a far parte della provincia ecclesiastica dell'arcidiocesi di Manizales.

## Cronotassi dei vescovi
Si omettono i periodi di sede vacante non superiori ai 2 anni o non storicamente accertati.
- José de Jesús Martinez Vargas † (18 dicembre 1952 - 8 febbraio 1972 ritirato)
- Libardo Ramírez Gómez (8 febbraio 1972 - 18 ottobre 1986 nominato vescovo di Garzón)
- José Roberto López Londoño † (9 maggio 1987 - 7 ottobre 2003 nominato vescovo di Jericó)
- Fabio Duque Jaramillo, O.F.M. † (29 novembre 2003 - 11 giugno 2012 nominato vescovo di Garzón)
  - Sede vacante (2012-2014)
- Pablo Emiro Salas Anteliz (18 agosto 2014 - 14 novembre 2017 nominato arcivescovo di Barranquilla)
- Carlos Arturo Quintero Gómez, dal 12 dicembre 2018

## Statistiche
La diocesi nel 2022 su una popolazione di 562.117 persone contava 473.000 battezzati, corrispondenti all'84,1% del totale.
| anno | popolazione | popolazione | popolazione | presbiteri | presbiteri | presbiteri | presbiteri                | diaconi | religiosi | religiosi | parrocchie |
| anno | battezzati  | totale      | %           | numero     | secolari   | regolari   | battezzati per presbitero | diaconi | uomini    | donne     | parrocchie |
| ---- | ----------- | ----------- | ----------- | ---------- | ---------- | ---------- | ------------------------- | ------- | --------- | --------- | ---------- |
| 1959 | 351.000     | 352.200     | 99,7        | 52         | 45         | 7          | 6.750                     |         | 22        | 220       | 14         |
| 1966 | 360.000     | 363.000     | 99,2        | 63         | 51         | 12         | 5.714                     |         | 40        | 293       | 19         |
| 1970 | 430.000     | 434.100     | 99,1        | 66         | 52         | 14         | 6.515                     |         | 29        | 220       | 20         |
| 1976 | 350.500     | 360.100     | 97,3        | 48         | 38         | 10         | 7.302                     |         | 40        | 278       | 23         |
| 1980 | 400.000     | 420.000     | 95,2        | 58         | 46         | 12         | 6.896                     |         | 30        | 236       | 24         |
| 1990 | 395.000     | 418.944     | 94,3        | 62         | 55         | 7          | 6.370                     |         | 18        | 202       | 30         |
| 1999 | 400.000     | 430.000     | 93,0        | 82         | 72         | 10         | 4.878                     |         | 20        | 203       | 39         |
| 2000 | 400.000     | 430.000     | 93,0        | 81         | 71         | 10         | 4.938                     | 1       | 16        | 173       | 40         |
| 2001 | 400.000     | 430.000     | 93,0        | 85         | 75         | 10         | 4.705                     | 1       | 20        | 172       | 41         |
| 2002 | 390.000     | 445.000     | 87,6        | 91         | 81         | 10         | 4.285                     | 1       | 17        | 165       | 42         |
| 2003 | 400.000     | 485.000     | 82,5        | 87         | 78         | 9          | 4.597                     | 1       | 14        | 172       | 42         |
| 2004 | 408.422     | 495.212     | 82,5        | 93         | 82         | 11         | 4.391                     | 1       | 16        | 181       | 43         |
| 2006 | 422.000     | 512.000     | 82,4        | 99         | 85         | 14         | 4.262                     | 1       | 18        | 181       | 43         |
| 2012 | 458.000     | 554.000     | 82,7        | 108        | 95         | 13         | 4.240                     | 5       | 26        | 163       | 44         |
| 2015 | 473.000     | 562.114     | 84,1        | 103        | 87         | 16         | 4.592                     | 6       | 23        | 163       | 46         |
| 2018 | 480.930     | 571.733     | 84,1        | 109        | 94         | 15         | 4.412                     | 6       | 18        | 165       | 46         |
| 2020 | 488.600     | 581.200     | 84,1        | 105        | 92         | 13         | 4.653                     | 6       | 17        | 167       | 46         |
| 2022 | 473.000     | 562.117     | 84,1        | 105        | 92         | 13         | 4.504                     | 8       | 15        | 155       | 46         |